# Elodie Li Yuk Lo
Nioun Chin Elodie Li Yuk Lo (nacida el 29 de septiembre de 1982) es una jugadora de Voleibol de playa de Mauricio. En 2012, ella juega con Natacha Rigobert. Ambas están clasificadas para los Juegos Olímpicos de Londres 2012.